# Agua Escondida, Teopisca
Agua Escondida är en ort i Mexiko.   Den ligger i kommunen Teopisca och delstaten Chiapas, i den sydöstra delen av landet, 800 km öster om huvudstaden Mexico City. Agua Escondida ligger 2 319 meter över havet och antalet invånare är 195.
Terrängen runt Agua Escondida är kuperad åt nordost, men åt sydväst är den bergig. Runt Agua Escondida är det ganska tätbefolkat, med 104 invånare per kvadratkilometer. Närmaste större samhälle är San Cristóbal de las Casas, 16,8 km nordväst om Agua Escondida. I omgivningarna runt Agua Escondida växer huvudsakligen savannskog.